# Cagliari Dinamo Academy
Cagliari Dinamo Academy, conocido por motivos de patrocinio como Hertz Cagliari, fue un club de baloncesto con sede en la ciudad de Cagliari, en Cerdeña. Fue fundado en 2017 y desapareció dos años después.

## Historia
El proyecto Cagliari Dinamo Academy nació con la intención de unirse al Dinamo Sassari, el principal equipo de baloncesto de Cerdeña, como un equipo filial que fomentara el crecimiento de los jóvenes del equipo de Sassari, de manera similar a lo que sucede en Estados Unidos entre los equipos de la NBA y la D-League. La ciudad elegida para ser la sede del nuevo equipo fue Cagliari. Esta nueva equipo ha permitido restaurar la serie A, aunque en el segundo nivel, en la capital de la región después de 38 años. La última formación (y la primera de la isla) fue, de hecho, el Olimpia Cagliari en la temporada 1979-80, en la era post-brillante, manteniéndose solo tres temporadas en la entonces denominada Poule Scudetto.
El priomer paso se dio el 28 de junio de 2017, cuando el club se hizo con el puesto en la Serie A2 del desaparecido Basket Ferentino, liderado por el nuevo presidente Giovanni Zucca, expresidente del Esperia Cagliari, otra club de la ciudad que colaborará con el baloncesto de cantera.

## Trayectoria
| Temporada | Nivel | Liga     | Pos. | J     | PL | Resultado |
| --------- | ----- | -------- | ---- | ----- | -- | --------- |
| 2017-18   | 2     | Serie A2 | 12   | 14-16 |    |           |
| 2018-19   | 2     | Serie A2 | 13   | 11-19 |    |           |

fuente:eurobasket.com